# 库仑矩阵
库仑矩阵（英語：Coulomb matrix），是用来表示分子内笛卡尔坐标系集合和核电荷的矩阵：
{\displaystyle M_{IJ}={\begin{cases}0.5Z_{I}^{2.4},&I=J\\{\frac {Z_{I}Z_{J}}{\left\vert {R_{I}-R_{J}}\right\vert }},&I\neq J\end{cases}}}
其中，非对角元素对应原子I和J之间的库仑排斥，对角元素对应拟合核电荷得到的原子能量。